# Stefan Novaković
Stefan Novaković (17?? — 21. maj 1823) bio je srpski književnik, novinar, štampar, sekretar mitropolita Putnika, i učesnik Nacionalnog kongresa Srba u Temišvaru.
On je za samo nekoliko godina objavio 151. knjigu. Većina ih je "bilo crkvenog karaktera, nešto manje školskih udžbenika i priručnika, mali broj knjiga iz lepe književnost i 1777. prvi prevod jednog romana na srpski jezik. Godine 1792. otkupio je od Josifa Kurcbeka štampariju sa celim inventarom za 25.000 forinti. U tu svotu, bile su uračunate i knjige, koje su gotovo zatečene. Iste,1792. godine Novaković je izdavao u Beču list Slaveno-serbskija vjedomosti. Sve knjige u Kurcbekovoj i Novakovićevoj „Slaveno-serbskoj, valahijskoj i vostočnih jazikov tipografiji” izdavale su se sve do 1786. godine štampane isključivo crkvenom ćirilicom i to starim iz „srednjeg veka nasleđenim tipom ćirilskih slova” a posle modernom "ćirilicom, građanskom azbukom, oblikovanoj prema stilu štampanih slova uvedenih u Rusiji početkom 18. veka po naređenju Petra Velikog.

## Istorija
Austrija je i sama znala da je Srbima potrebna štamparija i bila je namerna da pošto-poto prekine krijumčarenje knjiga iz Rusije. Osim toga školske reforme, koje je preduzimala Marija Terezija nisu se mogle zamisliti bez srpske štamparije. Kada su uz to austrijske vlasti još i izračunale da je utrošeno, za šest godina, iz budžeta Monarhije, 200.000 forinti samo za pravoslavne knjige (većinom iz Rusije), doneta je odluka: dati privilegiju bečkom trgovcu Josifu Kurcbeku da osnuje štampariju i u njoj štampa knjige za potrebe Srba. Godine 1770. bečkom štamparu odobreno je monopolsko pravo na štampanje srpskih knjiga . Dajući takvu privilegiju bečkom preduzetniku, koji uz to nije bio Srbin, austrijska vlast je osigurala čvrstu kontrolu nad srpskom književnom produkcijom. Za svog naslednika Kurcbek je izabrao Stefana Novakovića, dvorskog agenta i inspektora mitropolijskog spahiluka u Dalju . Sa njim je sklopio, 12. februara 1792, preliminarni ugovor kojim mu ustupa štampariju sa svom opremom i zalihama neprodatih knjiga za sumu od 25.000 forinata. Oprema se sastojala od pedeset kvintala novoizlivenih ćirilskih slova, četiri prese, dvadeset slovoslagačkih sanduka, četiri sanduka regala, četiri vinklera i dvanaest šifa. Osim toga, Novaković je preuzeo i izvestan broj matrica, pečata i bakroreza. Na skladištu se takođe nalazilo 27 raznih vrsta slavenosrpskih i rumunskih knjiga.
Prema ovom ugovoru, štamparija je mogla da ostane u Kurcbekovoj zgradi u Florštatu najkasnije do Miholjdana 1792, za koje vreme Novaković nije u obavezi da plaća nikakvu kiriju, izuzev nadoknade za osvetljenje, ogrev i druge potrepštine. Što se tiče novčanih obaveza prema Kurcbeku, Novaković se obavezao da će mu 25.000 forinata, koje mu za sve to duguje, isplatiti. Sa svoje strane, Kurcbek se obavezao Novakoviću da će mu pomagati u poslu svojim stručnim savetima.
Štamparija je, prema tome, mogla nesmetano odmah da nastavi sa radom. U njoj je sve ostalo po starom, jedino što je izvršena personalna promena u njenom vlasništvu. Već u prvoj, 1792. godini rada objavila je impozantan broj publikacija na slavenosrpskom i rumunskom jeziku. Međutim, u toku njenog rada veoma brzo su iskrsle mnogobrojne poteškoće, uglavnom materijalne prirode, koje Novaković nije bio u stanju da reši. Veliki troškovi štampanja doveli su Novakovića u nezgodan položaj, tako da je nakon nepune dve godine rada bio primoran da od mitropolita Stratimirovića potraži pozajmicu od dve do tri hiljade forinata iz narodnih fondova. Tom prilikom se u njegovoj glavi već rodila ideja o napuštanju štamparije i njenom ustupanju pod upravu nekom akcionarskom društvu ili kompaniji, koji bi jedino bili u stanju da izađu na kraj sa ogromnim troškovima, a gde bi i on sam imao udela.
Koliko je bio razočaran, vidi se i po tome što ga nije obodrio ni zahtev bukovinskog episkopa Danila Vlahovića, koji je zahtevao da se u Novakovićevoj štampariji odštampa znatan broj crkvenih i školskih knjiga za potrebe Bukovinske eparhije, Knjige su bile naručene na rumunskom i crkvenoslovenskom jeziku, ali, po svemu sudeći, u malom broju primeraka da bi neiskusni trgovac, kao što je bio Novaković, mogao da izvuče veću materijalnu korist za sebe. Ipak, štamparija jef radila i odštampala priličan broj književnih dela koja ulaze u domen onoga što je najbolje u tom periodu što se tiče naše nove književnosti.

## Publikacije
Tokom 1792. godine, ova štamparija je isporučila dvanaest publikacija na slavenosrpskom i jednu na rumunskom jeziku. To su, najpre, dve knjige crkvenog karaktera, i to peto izdanje Zbornika molitava i Proskomidija. Zatim Kalendar za 1792. godinu sa večitim kalendarom. Od školskih knjiga te godine je objavljeno dvanaesto izdanje Bukvara, kao i Orfelinov bukvar pod naslovom Pervoje učenije. Dalje, Biblijska istorija i Mrazovićevo Rukovodstvo k slavenskomu pravočteniju i pravopisaniju, zatim Pravilnik o vladanju učenika, paralelno na slavenosrpksom i nemačkom jeziku . Na rumunskom jeziku štampano je Rukovodstvo za rumunski pravopis. Iste godine objavljena su dva broja Slaveno-serbskih vjedomosti. Tokom 1793. godine Novaković je štampao 28 raznih publikacija na slavenosrpskom i dve na rumunskom jeziku. To su, najpre, peto izdanje Psaltira, Časoslov, Kalendar za 1793. godinu i Veliki kalendar za 1794. godinu.
Od školskih knjiga objavljeno je trinaesto izdanje Bukvara, peto izdanje Rukovodstva k čestnosti i pravosti, Rukovodstvo vo pravoglagoljaniju i u pravopisaniju i prevod Istorije crkve starog i novog zaveta. Te godine su objavljena Dositejeva Sobranija raznih nravoučitelnih veščej v polzu i uveselenije, Rajićeva Istorija raznih slavenskih narodov a najpače Bolgar, Serbov i Horvatov, kao i njegov Mali katihizis (peto izdanje) i Sveščanaja istorija radi maloljetne dečice, prevod s ruskog.
U godini 1794. štampan je takođe impozantan broj naslova, premda od manjeg značaja nego prethodne. Reč je o 22 publikacije, od kojih najveći broj pripada školstvu. Tu su najpre Mrazovićeva dva priručnika za trivijalne škole, i to Rukovodstvo k slavestjej grammaticje i Rukovodstvo k naucje čislitelnoj. Zatim dolaze radovi peštanskog učitelja Kozme Josića i to Tablici aritmetičeskija, Pravila čestnog obhoždenija, dva izveštaja sa javnih ispita na kraju školskog polugodišta za 1794. godinu i spisak nastavnih predmeta. Od Rumuna Samuela Klajna štampano je Rasuždenije ot nostah vostočnija cerkve, u Novakovićevom slavenosrpskom prevodu, a od Vikentija Luštine Italijanska gramatika. Ove godine izdat je još jedan broj Slaveno-serbskih vjedomosti kao i Kalendar.
U poslednjoj godini rada Novakovićeve štamparije, 1795. objavljno je samo sedam naslova, i to četrvti deo Rajićeve Istorije raznih slovenskih narodov, kao i objašnjenje (Pribavlenije) uz nju. Od školskih udžbenika štampano je Rukovodstvo k slavenskomu krasnopisaniju i prevod Mađarske gramatike. Od crkvenih knjiga objavljeni su Trebnik i Apostol. Na kraju, štampan je, kao i obično Kalendar za ovu godinu. U ovoj godini nije štampana nijedna knjiga na rumunskom jeziku.

## Kraj štamparije
Poslovi štamparije išli su, očigledno, sve gore i gore. Nakon što nije uspeo da od mitropolita Stratimirovića dobije traženu sumu za nastavak rada, Novaković se, preko oglasa u svom listu Slaveno-serbskija vjedomosti, obratio svojim kompatriotima, saotečestvenicima Srbima i Rumunima, pozivajući ih da se sa njim uortače kako ne bi dozvolili da štamparija propadne ili ponovo padne u tuđe ruke. Kada ni u tome nije uspeo, počeo je da razmišlja o osnivanju nekog akcionarskog društva, čiji bi akcionar, svakako, bio i on, a koje bi preuzelo štampariju u svoje ruke. Tu ideju su podržali viši krugovi mitropolije, pa je za nju, štaviše, izgrađen i idejni projekat. Međutim, ni on nije mogao da se sprovede u delo jer se javio isuviše mali broj akcionara, čiji ulog nije dostizao sumu koja je bila potrebna da se štamparija otkupi od Novakovića. Zbog poteškoća koje su ga pritisle, Novaković odlučuje da štampariju proda peštanskom univerzitetu. Tako se završio drugi period iz istorije ove prve ćiriliske štamparije i aktom njenog novog vlasnika, Srbina Stefana Novakovića, ona je prešla ponovo u tuđinske ruke i iz Beča preseljena u mađarski Budim. Srbi tako ostaju bez štamarije i bez lista. Trebalo je da prođe sedamanest godina, pa da se javi novi srpski list.